# Lưu Toại (Lương vương)
Lưu Toại (chữ Hán: 刘遂, ? - 40 TCN), tức Lương Di vương (梁夷王), là vương chư hầu thứ mười của nước Lương, chư hầu nhà Hán trong lịch sử Trung Quốc.
Lưu Toại là con trai của Lương Kính vương Lưu Định Quốc, chư hầu vương thứ chín của nước Lương. Hán thư không ghi rõ ông chào đời vào năm nào.
Năm 46 TCN, Lưu Định Quốc qua đời. Lưu Toại lên thay cha nối tước Luơng vuơng.
Năm 40 TCN, Lưu Toại qua đời, làm vương được 6 năm, thụy là Lương Di vương. Con của ông Lưu Gia kế tập tước vuơng.